# Конопляник Сергій Володимирович
Сергій Володимирович Конопляник (27 вересня 1962, Мінськ) — генерал-лейтенант міліції, перший заступник начальника Головного управління — командувача внутрішніх військ Міністерства внутрішніх справ України (2012—2014).
Народився у м. Мінську. 
Закінчив Орджонікідзевське вище військове командне училище та Національну академію Прикордонних військ України. З 1979 року проходив службу у внутрішніх військах, з 1998 року — на посадах командира окремої бригади внутрішніх військ, командира дивізії внутрішніх військ, начальника управління Кримського і Західного територіальних командувань внутрішніх військ МВС України.
У серпні 2010 року був призначений на посаду Першого заступника начальника Головного управління — командувача внутрішніх військ МВС України з бойової та спеціальної підготовки. 
11 квітня 2012 року, Указом Президента України № 256/2012 був призначений на посаду заступника начальника Головного управління — командувача внутрішніх військ Міністерства внутрішніх справ України.
28 березня 2014 року, згідно Указу Президента України № 349/2014 був звільнений з посади першого заступника начальника Головного управління - командувача внутрішніх військ Міністерства внутрішніх справ України та зарахуваний у розпорядження начальника Головного управління - командувача внутрішніх військ Міністерства внутрішніх справ України.
Почесний «динамівець». 
Член Наглядової ради Національної академії внутрішніх справ України.

## Державні нагороди
- Орден Богдана Хмельницького I, II та III ступенів;
- медаль «Захиснику Вітчизни»;
- відомчі відзнаки Міністра внутрішніх справ України.